# Schulschiff Rhein

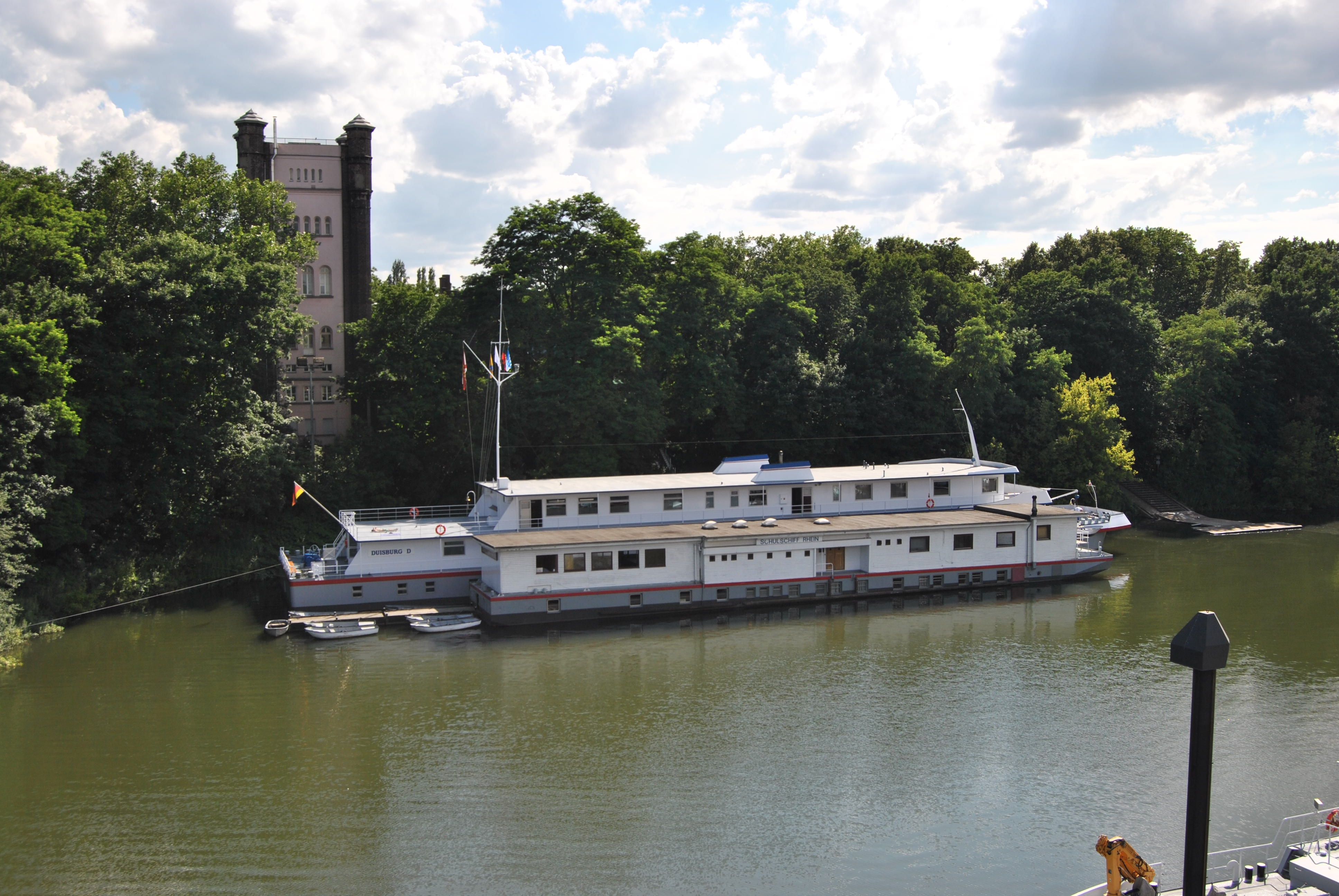
Das Schulschiff RHEIN II im Eisenbahnhafen mit dem Hebeturm Homberg im Hintergrund (Juli 2012)

Schulschiff Rhein (Eigenschreibweise: „Schulschiff RHEIN“) ist der Name einer seit 1948 bestehenden Aus- und Fortbildungsstätte des Binnenschifffahrtsgewerbes im Stadthafen von Duisburg-Homberg. Es handelt sich um eine schwimmende Anlage, die als Internats- und Bildungseinrichtung für das fahrende Personal in der Binnenschifffahrt dient. Betreiber ist der Bundesverband der Deutschen Binnenschiffahrt, der Gewerbeverband der Güter- und Fahrgastschifffahrt in Deutschland. Als städtische Schule der Sekundarstufe II ist der Schulträger die Stadt Duisburg.

## Geschichte
Durch die Bereitstellung der beiden ersten Schulschiffe (Schulschiffe Rhein I und Rhein II) durch das Binnenschifffahrtsgewerbe in den 1950er Jahren wurde die Voraussetzung für die Gründung einer Berufsschule für die Ausbildung von jungen Binnenschiffern geschaffen. Mit der Vermittlung theoretischer Inhalte sollte die praktische Ausbildung an Bord eines fahrenden Schiffes ergänzt werden. 1984 erfolgte die Indienststellung des aktuell genutzten Nachfolgers, des Schulschiffs RHEIN II; es wurde vom Arbeitgeberverband finanziert und neu erbaut.

## Aufgabe
Auf dem Schulschiff Rhein erhalten pro Jahrgang bis zu ca. 100 Auszubildende im Ausbildungsberuf „Binnenschiffer/in“, inzwischen auch Hafenlogistiker oder Bootsbauer während ihrer Berufsschulzeit im Blockunterricht Unterkunft, Verpflegung und Betreuung mit berufsbezogenen Arbeitsgemeinschaften. Neben der internatsmäßigen Unterbringung der Auszubildenden bietet das Fortbildungsprogramm des AdB (Arbeitgeberverband der deutschen Binnenschifffahrt; seit 2013 mit dem BDB fusioniert) das zweite Standbein des umfangreichen Angebots an Bord. Das Schulschiff Rhein ist ein Lernort für junge Menschen, die das Fundament für ihre Karriere in der Binnenschifffahrt legen möchten. Das Fortbildungsprogramm ist speziell auf die Bedürfnisse der Binnenschiffer in Europa ausgerichtet und soll die Besatzungsmitglieder zur Übernahme von anspruchsvollen Aufgaben an Bord befähigen.